# Pogoneleotris heterolepis
Pogoneleotris heterolepis is een straalvinnige vissensoort uit de familie van slaapgrondels (Eleotridae). De wetenschappelijke naam van de soort is voor het eerst geldig gepubliceerd in 1869 door Günther.